# Eurithia hystrix
Eurithia hystrix là một loài ruồi trong họ Tachinidae.